# Водяний хрін ісландський
Водяний хрін ісландський (Rorippa islandica) — вид трав'янистих рослин родини Капустяні (Brassicaceae). Етимологія: лат. islandica — «ісландський».

## Опис
Одно- або дворічна рослина. Іноді використовуються в салатах.

## Поширення
Європа: Росія — європейська частина, Україна, Австрія, Швейцарія, Ісландія, Ірландія, Норвегія, Сполучене Королівство, Боснія і Герцеговина, Греція, Італія, Чорногорія, Словенія, Франція, Іспанія.
Вид зустрічається на високогірних ділянках в південній частині  поширення в Європі (1300 м над рівнем моря), уздовж берегів гірських струмків і озер. У північно-західній Європі цей вид зустрічається на відкритих піщаних берегах озер, струмків, басейнів і канав.
В Україні вид росте на сирих пісках біля берегів річок і ставків, на Поліссі (річками Остер та Десна) рідко (наводиться як водяний хрін Доґадової Rorippa dogadovae Tzvelev = Rorippa islandica subsp. dogadovae).